# 斯特芬·彼得斯
斯特芬·彼得斯（德語：Steffen Peters，1964年9月18日—），美国男子马术运动员。他曾代表美国参加1996年、2008年、2012年、2016年和2020年夏季奥林匹克运动会马术比赛，获得一枚银牌和二枚铜牌。